# Francesco Principe
Francesco Principe, detto Cecchino (Rende, 24 maggio 1918 – Cosenza, 5 novembre 2008), è stato un politico italiano.
Era il padre di Sandro Principe, ex deputato e sottosegretario, anch'egli sindaco di Rende.

## Biografia
Francesco Principe, detto Cecchino, è nato il 24 maggio del 1918 a Rende, in Provincia di Cosenza. Dopo aver conseguito la laurea in Scienze agrarie, partecipò alla sua prima campagna elettorale per l'Assemblea costituente nelle elezioni legislative del 1946, sostenendo attivamente l'allora candidato del Partito Socialista Italiano, Pietro Mancini (Malito, 8 luglio 1876 - Cosenza, 19 febbraio 1968) politico, avvocato e docente universitario italiano, padre di Giacomo Mancini, eminente esponente del Partito Socialista e più volte ministro.
Principe viene eletto sindaco del comune di Rende per la prima volta nel 1952, venendo eletto anche nelle consultazioni elettorali successive e detenendo questo incarico per oltre 28 anni, fino la 1980, anno in cui assurge a quest'incarico suo figlio Sandro, allora trentunenne. Negli anni in cui Principe è sindaco di Rende inizia una contrapposizione politica con Giacomo Mancini, in quanto Principe afferiva alla corrente Demartiniana, mentre Mancini era leader, insieme a Pietro Nenni, della corrente autonomista, sostenendo che il PSI dovesse assestarsi su una linea equidistante tra PCI e DC.
Nel 1958 si candida per la prima volta al Parlamento e nel 1963 diventa vicepresidente del gruppo parlamentare socialista alla Camera dei deputati. Negli anni successivi ricoprì molti incarichi di governo eminenti: nel 1966 viene nominato sottosegretario al ministero dell'agricoltura nel Governo Moro III e nel 1968, dopo la rielezione per la terza volta alla camera dei deputati, viene nominato sottosegretario di stato presso il ministero delle Partecipazioni Statali.
Nel governo presieduto dal democristiano lucano Emilio Colombo, nell'agosto del 1970viene nominato sottosegretariato unico al dicastero delle Partecipazioni Statali. Detiene questo incarico fino al febbraio 1972, quando Giulio Andreotti forma il suo primo esecutivo, in seguito alla crisi della formula del centro-sinistra "organico".
Nella primavera del 1985 ha un ruolo di primo piano alla guida della Regione Calabria, di cui diventa Presidente, fino al 1987, per due anni. Nel 1999 viene nominato presidente del Consiglio Provinciale della provincia di Cosenza, detenendo quest'incarico per più legislature, per oltre nove anni. Alla fine degli anni ottanta Giacomo Mancini e Principe si riappacificano e ricomincia un dibattito politico, il quale crea le condizioni per la candidatura di Pietro Mancini, figlio di Mancini, a sindaco di Cosenza nel 1990
Francesco Principe è morto all'età di 90 anni il 5 novembre del 2008, mentre era presidente del consiglio provinciale in carica. I solenni funerali, celebrati il giorno successivo nel comune di Rende, videro una larga partecipazione politica.
È stato nominato cittadino "ad honorem" della cittadina di Amendolara.